# 艮部
艮部，為漢字索引中的部首之一，康熙字典214個部首中的第一百三十八個（六劃的則為第二十一個）。在傳統漢字與中文簡化字中，其都被歸為六劃部首。艮部只以右、下方為部字。且無其他部首可用者將部首歸為艮部。

## 部首單字解釋
1.ㄍㄣˋ，①違背、不聽從。見說文 · 艮 · 段注。②堅固。見方言 · 一二。③易卦名。⑴八卦之一。⑵六十四卦之一，艮下艮上，其象為山。④姓。見萬姓統譜 · 一〇〇。
2.ㄍㄣˇ，①堅韌。②耿直。

## 字形

金文
大篆
小篆

## 字例
（依Unicode排名）
| 除部首外之筆劃 | 字例 -{ |
| -------------- | ------- |
| 0              | 艮      |
| 1              | 良      |
| 2              | 艰      |
| 11             | 艱 }-   |